# Дедић-Голоб
Дедић-Голоб назив је шестог студијског албума Арсена Дедића објављеног на ЛП-ју 1977. године. Дискографска кућа Croatia Records је 2009. објавила дигитално реиздање тог албума на ЦД-у.
Албум је сарадња Арсена Дедића и песника Звонимира Голоба, који је написао сав текст и музику на овом албуму (сем песама: "Успаванка" (текст: Голоб/Перо Готовац) и "Чекај Ме" (музика: Константин Симонов)).